# Gens Sextia
La gens Sextia fu una famiglia plebea dell'antica Roma, vissuta dall'epoca della prima Repubblica romana fino all'età imperiale. Il membro più famoso della gens fu Lucio Sextio Laterano che, come tribuno della plebe, impedì  dal 376 al 367 a.C. l'elezione dei magistrati annuali, fino all'approvazione, nell'ultimo anno, delle leges Liciniae Sextiae. Queste leggi, proposte da Lucio Sextio e dal suo collega Gaio Licinio, aprirono le porte del consolato ai plebei, e l'anno successivo Sextio fu il primo console plebeo a essere eletto. Nonostante le sue origini antiche, solo un altro membro della famiglia, Gaio Sextio Calvino, conseguì il consolato durante il periodo repubblicano: nei fasti consulares il loro nome appare più frequentemente nel periodo imperiale.

## Origine
Quello di Sextius è un cognome patronimico, derivato dal praenomen Sextus, che doveva essere appartenuto al progenitore della gens. Viene spesso confuso con quello della gens patrizia Sestia, e infatti le due famiglie potrebbero essere state in origine la stessa; tuttavia, gli autori romani li hanno considerati gentes distinte. Dallo stesso praenomen deriva la gens plebea Sextilia.

## Praenomen
I principali praenomina dei primi Sextii erano Marco, Lucio e Gaio, piuttosto comuni in tutti i periodi della storia romana. Dalle filiazioni sappiamo che alcuni di loro usarono anche Numerio e Sesto, di cui il primo era relativamente raro a Roma. Le generazioni successive della gens usarono Publio, Tito e Quinto, anch'essi comuni. L'epigrafia fornisce esempi di Vibio, nome utilizzato anche dai patrizi della gens Sestia, a sostegno della teoria di un'origine comune delle due gentes.

## Familiaeecognomen
La maggior parte dei Sextii sotto la Repubblica non portava cognomen, oppure avevano solo cognomina personali in luogo di un cognomen. Questi includevano Baculo, Nasone, Paconiano e Sabino.

## Membri
- Marco Sextio, tribuno della plebe nel 414 a.C., che propose di stanziare una colonia a Bola;[6]
- Numerio Sextio, nonno del tribuno della plebe Lucio Sextio Laterano;[7]
- Sexto Sextio, padre del tribuno Laterano;[7]
- Lucio Sextio Laterano, tribuno della plebe con Gaio Licinio Calvo dal 376 al 367 a.C., primo console plebeo della Repubblica romana eletto nel 366 a.C.;[2][7][8]
- Marco Sextio Sabino, edile plebeo nel 203 a.C. e pretore l'anno successivo, al quale fu assegnata la Gallia;[9]
- Sextio, questore del console Lucio Calpurnio Bestia in Numidia nel 111 a.C.;[10]
- Publio Sextio, pretore designato nel 100 a.C., fu accusato di corruzione da Tito Giunio e condannato.[11] Il Broughton ipotizza possa trattarsi del questore Sextio;[12]
- Sextio, littore di Verre e il suo carnefice preferito;[13]
- Publio Sextio Baculo, un primus pilus con l'esercito di Cesare in Gallia, che si distinse in molte occasioni per il suo grande coraggio;[14]
- Publio Sextio Nasone, uno dei cesaricidi nel 44 a.C.;[15]
- Quinto Sextio, cospirò contro Quinto Cassio Longino, governatore della Hispania Ulterior, nel 48 a.C. Dopo che la congiura fu repressa, Sextio fu risparmiato da Cassio in cambio di una grossa somma di denaro;[16]
- Quinto Sextio, filosofo della scuola dei Sextii dell'epoca di Cesare; le sue opere furono apprezzate dal giovane Seneca;[17]
- Sextio Nigro, un medico della scuola dei Sextii durante la prima età imperiale, autore di un trattato farmacologico;
- Sextio Paconiano, uno degli agenti di Seiano, che fu imprigionato dopo la caduta del suo padrone nel 31 d.C. e successivamente strangolato per aver scritto alcuni versi diffamatori contro l'imperatore;[18]
- Lucio Aninio Sextio Florentino, senatore romano del II secolo, sepolto a Petra.

## Sextii Calvini
- Gaio Sextio, nonno del console del 124 a.C., Gaio Sextio Calvino;
- Gaio Sextio, padre del console del 124 a.C.;
- Gaio Sextio Calvino, console nel 124 a.C., in seguito proconsole in Gallia; sottomise i Salluvi e fondò la colonia di Aquae Sextiae;[19][20][21]
- Gaio Sextio Calvino, descritto da Cicerone come un oratore eccellente ma malaticcio che si candidò a pretore contro Servilio Glaucia;[22]
- Publio Sextio Calvino, discendente tardo repubblicano del console del 124 a.C., come attestato dal basamento di una statua a Thespiis.[23]

## Sextii Africani
- Tito Sextio, legato di Cesare in Gallia, governò in seguito la provincia dell'Africa per conto dei triumviri, finché il governo fu affidato a Marco Emilio Lepido, nel 40 a.C.;
- Sextia, moglie di Mamerco Emilio Scauro. I due coniugi si tolsero la vita dopo che Scauro fu accusato di lesa maestà nel 34 d.C.;[24]
- Tito Sextio Africano, fu scoraggiato da Agrippina a sposare Giunia Silana, vedova di Gaio Silio; console nel 59, nel 61 d.C. fece il censimento delle province della Gallia;[25]
- Sextia, suocera di Lucio Antistio Vetere. Furono condannati a morte dall'imperatore Nerone nel 65 d.C.;[26]
- Tito Sextio Magio Laterano, console nel 94;[27]
- Tito Sextio Cornelio Africano, console nel 112 sotto l'imperatore Traiano;[27]
- Tito Sextio Laterano, console nel 154;[27]
- Tito Sextio Magio Laterano, console nel 197.[28]